# アルバート・セリグマン
アルバート・セリグマン（Albert L. Seligmann、1925年5月26日 - 2017年4月5日）は、アメリカ合衆国の外交官。

## 生涯
ニューヨーク州ニューヨークで誕生。タウンゼント・ハリス高校を卒業後、1949年にコロンビア大学国際公共政策大学院を修了。
1949年から1955年まで国務省極東調査部南東アジア課で担当官。1955年に国務省極東調査部日本課で担当官。1955年から1956年まで日本で日本語研修を受講。1956年から1959年まで大阪神戸領事館で政治担当官。1959年から1962年まで東京大使館で政治担当官。1962年から1965年までタイ王国のバンコク大使館で政治担当官。1965年から1967年まで国務省情報調査局で北東アジア部長。
1967年から1969年まで国防総省で国防次官補代理（国際安全保障問題担当）特別補佐官を務め、沖縄問題や弾道弾迎撃ミサイル開発について担当。1969年から1971年までは国務省政策企画調整部にて、国家安全保障会議との調整やベトナム戦争に対応。1971年から1975年までドイツのベルリン大使館に政治顧問として駐在し、ベルリン協定や西ドイツとの関係、ベルリンの壁に関する事案について調整。
1976年から1980年まで在日アメリカ合衆国大使館に政治参事官として駐在し、自衛隊との連携や在韓米軍に関する事案、ロッキード事件などの事案を担当。1981年から1983年まで国務省東アジア・太平洋局日本部長を務め、日米間の安全保障問題や貿易摩擦問題に対応。1983年から1984年まで日米諮問委員会委員長。1984年から1985年まで国務省審査委員会委員。1986年に国務省を退職。
2017年4月5日、バージニア州アレクサンドリアの自宅にて91歳で死去。